# Ratchet & Clank: Tools of Destruction
Ratchet & Clank: Tools of Destruction (även känt under namnet Ratchet & Clank Future: Tools of Destruction i Nordamerika) är ett datorspel till Playstation 3, som kom ut 2007. Det är den första Ratchet & Clank spelet för PlayStation 3, liksom den första i Ratchet & Clank Future-serien

## Handling
Spelet handlar om Ratchet som ska försöka lista ut varför han är den sista lombaxen i galaxen. Clank är också med i spelet, men han har en ganska liten roll.
Ratchet och Clank sitter och arbetar med sitt nya rymdskepp. Medan de arbetar får de ett meddelande från kapten Qwark. Han berättar att de på försvarsstationen blir attackerade och att den behöver hjälp, varpå Ratchet och Clank beger sig mot Försvarsstationen. De flyger tills de kolliderar med ett stort luftskepp och de ramlar ner på marken. Det är då spelet börjar.
Ratchet och Clank får sedan fly tills Ratchet upptäcker att han är den sista lombaxen i hela galaxen. Han beger sig då för att leta efter lombaxar och får till slut ett val: att välja mellan sina vänner och att få möta sina släktingar. Spelet är dubbat på svenska precis som Ratchet & Clank: Quest for Booty och Ratchet & Clank: A Crack in Time. Nick Atkinson spelade Ratchet.

## Nya funktioner
Det finns flera nya funktioner i spelet. Det finns bland annat en del nya vapen, "Gadgets" och många andra nya saker.
Det finns dock ingen förstapersonsperspektiv som det finns i alla spelen mellan Ratchet & Clank: Going Commando till Ratchet: Gladiator. De har inte heller Insomniac Museum, som många uppskattat, och som fanns med i Ratchet & Clank: Going Commando och Ratchet & Clank: Up Your Arsenal. I detta spel har man vid vissa tillfällen användning av den nya SIXAXIS-kontrollen.